# Amanda Forsyth

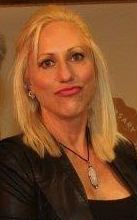
Amanda Forsyth, 2014

Amanda Forsyth (* 12. Oktober 1966) ist eine kanadische Cellistin.

## Leben und Wirken
Die Tochter des Komponisten Malcolm Forsyth hatte seit dem dritten Lebensjahr Cellounterricht in Edmonton. Ab 1977 war sie anderthalb Jahre Schülerin von William Pleeth in England. An der Juilliard School studierte sie bis zum Abschluss 1989 bei Harvey Shapiro. Sie trat als Solistin mit dem Edmonton Symphony Orchestra, dem Edmonton Youth Orchestra und dem Calgary Philharmonic Orchestra und als Kammermusikerin mit Lynn Harrell, Miriam Fried und Stephen Hough auf der Hollywood Bowl auf.
1990–91 war sie Cellistin im Toronto Symphony Orchestra, außerdem trat sie mit dem Chinook Troi in Toronto und bei zwei Japantourneen sowie dem Trio Vivant auf. Weitere Kammermusikpartner waren u. a. Yo-Yo Ma, Garrick Ohlsson, Jon Kimura Parker, Yefim Bronfman, Joseph Kalichstein, Jaime Laredo, Arnold Steinhardt, Michael Tree und Louis Lortie. Seit 2003 ist sie Mitglied der Zukerman Chamber Players ihres Ehemannes Pinchas Zukerman.

## Diskografie (Auswahl)
- 1991: Palm Court Encores (mit Ensemble Vivant)[1]
- 1999: Soaring with Agamemnon[2]
- 2000: Electra Rising: The Music of Malcolm Forsyth[3]
- 2003: Zukerman Conducts Mozart[4]
- 2008: Mozart: Flute Quartets[5]
- 2016: Baroque Treasury[6]